# Сен-Север-дю-Мутье
Сен-Севе́р-дю-Мутье́ (фр. Saint-Sever-du-Moustier, окс. Sent Sever) — коммуна во Франции, находится в регионе Окситания. Департамент — Аверон. Входит в состав кантона Бельмон-сюр-Ранс. Округ коммуны — Мийо.
Код INSEE коммуны — 12249.
Коммуна расположена приблизительно в 570 км к югу от Парижа, в 105 км восточнее Тулузы, в 65 км к югу от Родеза.

## Население
Население коммуны на 2008 год составляло 226 человек.
| 1962 | 1968 | 1975 | 1982 | 1990 | 1999 | 2008 |
| ---- | ---- | ---- | ---- | ---- | ---- | ---- |
| 508  | 419  | 360  | 282  | 228  | 218  | 226  |

## Экономика
В 2007 году среди 118 человек в трудоспособном возрасте (15—64 лет) 89 были экономически активными, 29 — неактивными (показатель активности — 75,4 %, в 1999 году было 61,9 %). Из 89 активных работали 84 человека (43 мужчины и 41 женщина), безработных было 5 (3 мужчин и 2 женщины). Среди 29 неактивных 12 человек были учениками или студентами, 11 — пенсионерами, 6 были неактивными по другим причинам.